# Віллі Падж
Віллі Падж (нім. Willi Padge, 4 жовтня 1943 — 17 вересня 2023) — німецький академічний веслувальник.
Олімпійський чемпіон 1960 року в складі вісімки.
Чемпіон Європи 1959 року в складі вісімки.